# 李一平 (1911年)
李一平（1911年—1992年12月26日），曾用名吕平、张彬山、张杰，狱中化名邓仲仁，男，江西临川人，中华人民共和国政治人物。1926年入团。1935年入党。曾任团江苏省委秘书长、组织部长，团闸北区宣传部长。抗战时期任澄锡虞工委委员、江南抗日义勇军第三路、第四路政治部主任，江南抗日义勇军政治部副主任、第二团政治处主任，新四军苏北指挥部新一团政委、新四军第一师一旅第二团政委，苏中军区第二、第三军分区政治部主任，新四军一师一旅政治部副主任。1943年赴延安入中央党校学习。解放战争时期，任吉辽军区政治部宣传部部长、组织部长，沈阳兵工厂党委副书记，第四野战军南下工作团政治部组织部部长。建国后，任中共柳州市委书记，中共广西省委常委、秘书长、工业部长，长春地质学院党委书记，冶金工业部钢铁管理局副局长，中共长春市委书记。